# 涂宗瀛
塗宗瀛（1811年—1894年），号朗轩，一号阆仙，安徽六安人，清朝政治人物。举人出身。
道光二十四年（1844年）举人。开始担任知县，奉两江总督曾国藩令办理军粮，保授江宁知府。同治八年（1869年）接替杜文澜任苏松道道员一职，1871年由沈秉成接任，转任湖南按察使、湖南布政使。光绪二年（1876年）三月十五，由湖南布政使升任廣西巡撫。在广西少数民族地方兴办学校，使苗、瑶等少数民族习儒家经典。光绪三年十一月十一（1877年12月15日），调任河南巡抚。办理河南灾赈。光绪七年（1881年）调湖南巡抚。光绪八年（1882年）迁湖广总督，反对湖广销盐“增淮减川”议，不久去官。光绪二十年（1894年）卒。

## 延伸阅读
[在维基数据编辑]
 《清史稿/卷448》，出自趙爾巽《清史稿》